# На небезпечній хвилі
«На небезпечній хвилі» (англ. Bad Channels) — американський фантастичний фільм 1992 року.

## Сюжет
На Землю прилітає іншопланетянин і захоплює невелику радіостанцію. Він використовує радіостанцію, щоб гіпнотизувати жінок і викрадати їх для своєї колекції. Радіоведучий Ден намагається попередити своїх слухачів про нашестя інопланетян. Але оскільки раніше він займався розіграшами, то тепер йому ніхто не вірить.

## У ролях
| Актор             | Роль             |
| ----------------- | ---------------- |
| Роберт Фектор     | Вілліс           |
| Марта Квінн       | Ліза Каммінгс    |
| Аарон Лустіг      | Вернон           |
| Майкл Гаддлстон   | Коркі            |
| Роумел Ро         | Фліп Гамбл       |
| Пол Гіпп          | Ден О'Дейр       |
| Родні Уено        | Мун              |
| Сонні Карл Девіс  | Арахіс           |
| Чарлі Спредлінг   | Кукі             |
| Стів Тіцорт       | водій вантажівки |
| Рон Кіл           | Грітс            |
| Алекс Букстон     | містер Бейкер    |
| Деріл Штраусс     | Банні            |
| Майкл Колдуелл    | Гуфі хлопець     |
| Еллісон Гаммон    | Гуфі дівчина     |
| Аня Сава          | Катрінка         |
| Віктор Роджерс    | шериф Гікман     |
| Майкл Дік         | Космо            |
| Ян Патрік Вільямс | доктор Пейн      |
| Тім Томерсон      | лялькар          |